# MTV Asia Awards 2003
Die MTV Asia Awards 2003 wurden am 4. Januar 2003 im Singapore Indoor Stadium in Singapur vergeben. Die zweite Veranstaltung der MTV Asia Awards wurde von Shaggy und Coco Lee moderiert.
Die meisten Awards erhielt die kanadische Rocksängerin Avril Lavigne mit drei Stück, gefolgt von Linkin Park mit zwei Stück.
Live traten Avril Lavigne, Robbie Williams, Missy Elliott, Matchbox Twenty, Shaggy, CoCo Lee, Nurhaliza, Stefanie Sun, Atomic Kitten, Blue, Ella, He Yao Sun, Jay Chou, j.t.L., Kyla, Kris Dayanti und Palmy auf.

## Gewinner und Nominierte
Die Sieger sind vorangestellt und fett markiert.

### International Awards

#### Favorite Pop Act
Blue
- A1
- Destiny’s Child
- No Doubt
- Westlife

#### Favorite Rock Act
Linkin Park
- Coldplay
- Creed
- Oasis
- Red Hot Chili Peppers

#### Favorite Video
Linkin Park – Pts.OF.Athrty
- Britney Spears – I Love Rock 'n' Roll
- Coldplay – In My Place
- Eminem – Without Me
- Kylie Minogue – Can't Get You Out of My Head

#### Favorite Female Artist
Avril Lavigne
- Kylie Minogue
- Jennifer Lopez
- Pink
- Shakira

#### Favorite Male Artist
Robbie Williams
- Eminem
- Enrique Iglesias
- Moby
- Ronan Keating

#### Favorite Breakthrough Artist
Avril Lavigne
- Blue
- Michelle Branch
- Norah Jones
- Shakira

### Regional Awards

#### Favorite Artist Mainland China
Yu Quan
- Man Wenjun
- Man Jiang
- Sun Yue
- Lao Lang

#### Favorite Artist Hong Kong
Sammi Cheng
- Eason Chan
- Kelly Chen
- Twins
- Miriam Yeung

#### Favorite Artist India
A. R. Rahman
- Adnan Sami
- Alisha Chinai
- Bombay Vikings
- Instant Karma

#### Favorite Artist Indonesia
Cokelat
- Dewa
- Iwan Fals
- Slank
- Sheila on 7

#### Favorite Artist Korea
JtL
- BoA
- G.o.d
- Kangta
- Shinhwa

#### Favorite Artist Malaysia
Siti Nurhaliza
- Ella
- Exists
- Liza Hanim
- OAG

#### Favorite Artist Philippines
Regine Velasquez
- Aiza Seguerra
- Ogie Alcasid
- Parokya ni Edgar
- Slapshock

#### Favorite Artist Singapore
Stefanie Sun
- A-do
- Ho Yeow Sun
- Kit Chan
- Urban Xchange

#### Favorite Artist Taiwan
Jay Chou
- A-mei
- Elva Hsiao
- S.H.E
- David Tao

#### Favorite Artist Thailand
D2B
- Palmy
- Peter Corp Dyrendal
- Silly Fools
- Soul After Six

### Special Awards

#### Asian Film Award
- Devdas – Flamme unserer Liebe

#### The Style Award
- Avril Lavigne

#### The Inspiration Award
- F4